# Dendrerpeton
Dendrerpeton foi um gênero de anfíbios que viveram durante o período Carbonífero na Irlanda e no Canadá.